# Veronica D. Niculescu
Veronica D. Niculescu, född 4 maj 1968 i Pitești, är en rumänsk författare, översättare och journalist.
Niculescu började arbeta som redaktör 1996 på en lokaltidning. Hon har därefter var redaktör för ett antal kulturella tidskrifter i Rumänien. Sedan 2007 är hon översättare för Polirom.
Hon författardebuterade 2004 med novellsamlingen Adeb. Hon har översatt verk av Samuel Beckett och Vladimir Nabokov till rumänska.